# Izba Tradycji Bydgoskich Dróg Żelaznych

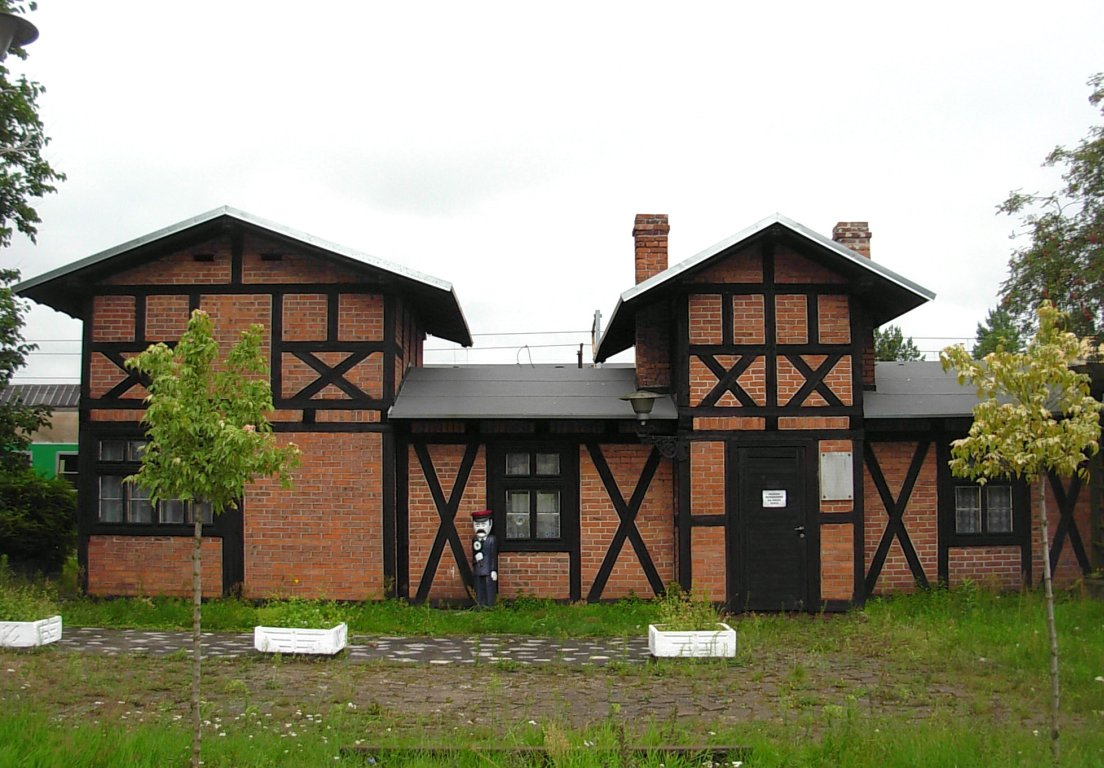
Rekonstrukcja pierwszego bydgoskiego terminala dworcowego z 1849 r.

Izba Tradycji Kolei w Bydgoszczy – muzeum prowadzone przez Stowarzyszenie Miłośników Kolei w Bydgoszczy (od 15 października 2015 r., wcześniej Bydgoskie Towarzystwo Przyjaciół Kolei); obecnie mieści się w zabytkowym budynku przy ul. Unii Lubelskiej 4D, w sąsiedztwie dworca Bydgoszcz Główna i Technikum Kolejowego.

## Historia
Izba Tradycji Kolejnictwa w Bydgoszczy jest kontynuacją Izba Tradycji Bydgoskich Dróg Żelaznych oraz Ośrodka Muzealnego Bydgoskiego Węzła Kolejowego, który otwarto w 1979 roku, w związku z przypadającą wtedy 130 rocznicą powstania Królewskiej Dyrekcji Kolei Wschodniej w Bydgoszczy. Muzeum urządzono w zrekonstruowanym pierwszym budynku dworca bydgoskiego z 1851 r. Kolejarze zaczęli tam prezentować swoje zbiory, pamiątki, modele zorganizowanym grupom odwiedzających.
Izba Tradycji Kolei jest prowadzona społecznie przez Stowarzyszenie Miłośników Kolei w Bydgoszczy (w przeszłości przez Bydgoskie Towarzystwo Przyjaciół Kolei). Izba jest publicznie dostępna w wybrane dni, jak Dzień Kolejarza, czy Europejski Dzień Bez Samochodu.
W marcu 2004 izba przestała funkcjonować, a eksponaty przeniesiono do sali przy III peronie i po 4 miesiącach udostępniono zwiedzającym. 22 września 2012 roku muzeum zaprzestało działalności na terenie dworca Bydgoszcz Główna, 24 listopada 2012 przeniesiono siedzibę na dworzec Bydgoszcz Wschód. W 2015 roku w pierwotnej lokalizacji na dworcu głównym rozpoczęła działalność Izba Tradycji nowopowstałego Stowarzyszenia Miłośników Kolei w Bydgoszczy. W 2019 na mocy porozumienia Bydgoskiego Towarzystwa Przyjaciół Kolei ze Stowarzyszeniem Miłośników Kolei w Bydgoszczy - działalność muzeum została wznowiona w pierwotnym miejscu. W 2022 roku Stowarzyszenie Miłośników Kolei w Bydgoszczy wyprowadziło się z budynku wraz z eksponatami gromadzonymi od lat 70 XX w. i będącymi stałą ekspozycją budynku przez lata, planując reaktywację Izby w nowym miejscu.
W listopadzie 2024 roku na mocy Listu Intencyjnego podpisanego przez Stowarzyszenie Miłośników Kolei w Bydgoszczy i Technikum Kolejowe im. Mikołaja Kopernika w Bydgoszczy - doszło do reaktywacji Izby Tradycji w nowej lokalizacji - ul. Unii Lubelskiej 4D, gdzie znajduje się historyczna, bydgoska ekspozycja prezentowana na przestrzeni lat w pomieszczeniach na dworcach Bydgoszcz Wschód i Bydgoszcz Główna.

## Ekspozycja
Muzeum gromadzi pamiątki po dawnej kolei, skupiając się głównie na epoce dawnego rozwoju, tj latami między 1945 a 1989. Na stałą ekspozycję składają się elementy wyposażenia technicznego kolei, czyli rzeczy takie jak szczypce konduktorskie, elementy semaforów kształtowych, telefony i centralki telefoniczne, lampy naftowe i elektryczne, mundury (historyczne i współczesne, polskie i zagraniczne), akcesoria torowe, czapki pracowników kolei z różnych państw Europy (Polski oraz państw sąsiadujących), tablice kierunkowe pociągów, prędkościomierz rejestrujący z lokomotywy, tablice dworcowe, zegary kolejowe, modele kolejowe, zdjęcia (archiwalne i współczesne) oraz bogate zbiory literatury archiwalnej, fachowej i hobbystycznej.

## Zwiedzanie
Otwarte w czasie imprez okolicznościowych oraz po uzgodnieniu.

## Najważniejsze imprezy
- Dzień Kolejarza (organizowany co roku)
- Zlot Turystyczny – 2006
- 155 lat kolei w Bydgoszczy – 2006
- Pociąg specjalny Bydgoszcz – Toruń przez Unisław Pomorski – 26 maja 2007
- Europejska noc muzeów (organizowany co roku)
- Dni techniki kolejowej
- 160 lecie kolei w Bydgoszczy – 2011
- Pożegnanie lata – 2011
- 10 lecie Bydgoskiego Towarzystwa Przyjaciół Kolei – 2011
- Pociąg Specjalny – 14.04 2012
- Europejski Dzień bez Samochodu & 140. rocznica drogi żelaznej z Bydgoszczy do Inowrocławia – 2012
- KO-PIERNIK 2013 – Pociąg Specjalny 13.04.2013
- Ogórkiem na dworzec 2013r (od 3 sierpnia do 15 września)
- KO-PIERNIK 2014 – Pociąg Specjalny 12.04.2014
- Ogórkiem na dworzec II 2014
- KO-PIERNIK 2015 – Pociąg Specjalny 18.04.2015
- Bydgoski Festiwal Nauki – (BSW) ul. Unii Lubelskiej 4c 2016r
- KO-PIERNIK 2019 – Pociąg Specjalny 12.04.2019
- Dzień Dziecka z SMKB i PKP IC – 31.05.2019
- Europejski Dzień bez Samochodu 2019
- PELIKAN 2020 – Pociąg Specjalny do Szubina 21.06.2020
- Powitajmy "Czesia" w Bydgoszczy – Pociąg Specjalny 17.11.2024
- Warsztaty Manualno - Historyczne

## Galeria

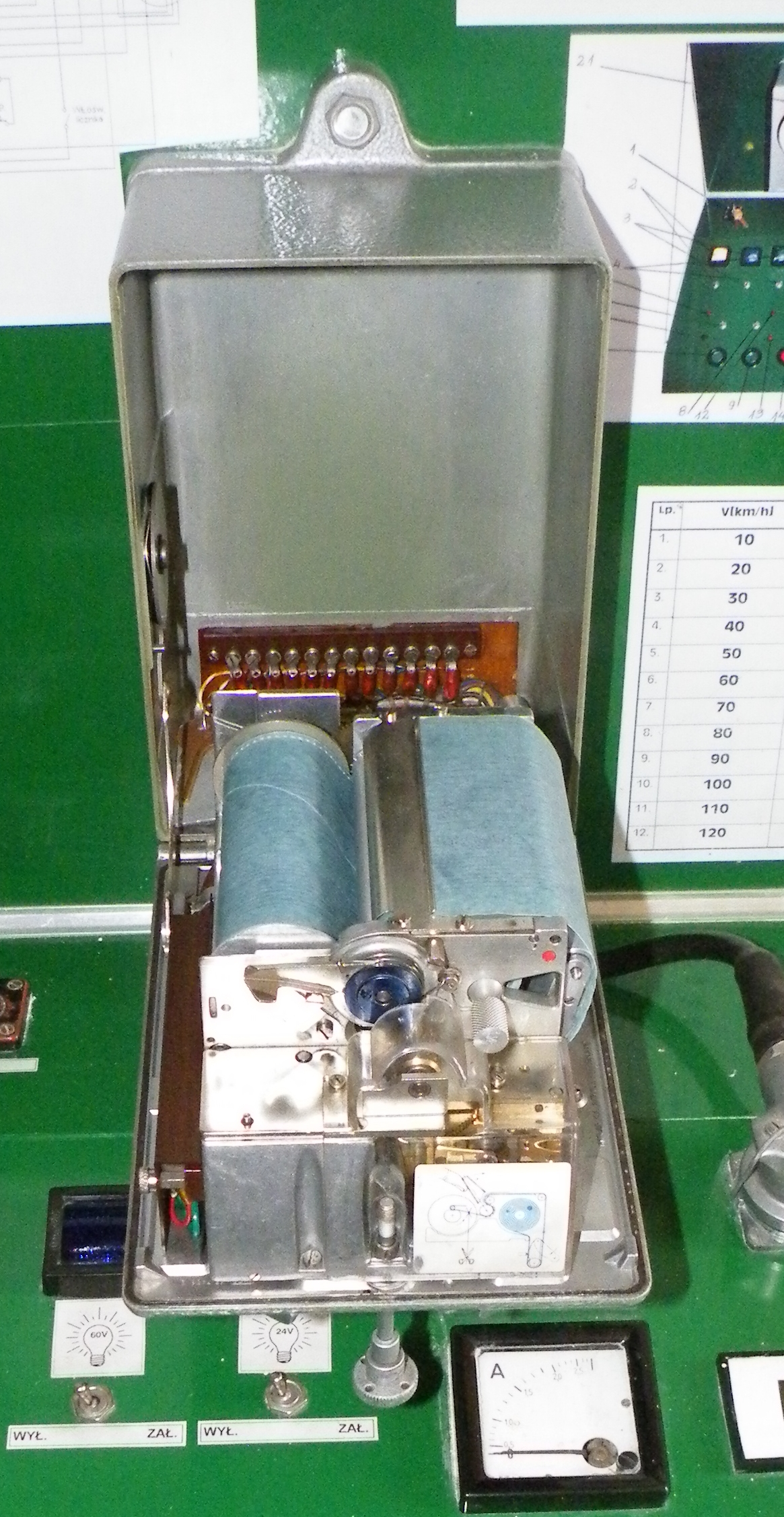
Tachograf w prędkościomierzu Hasler
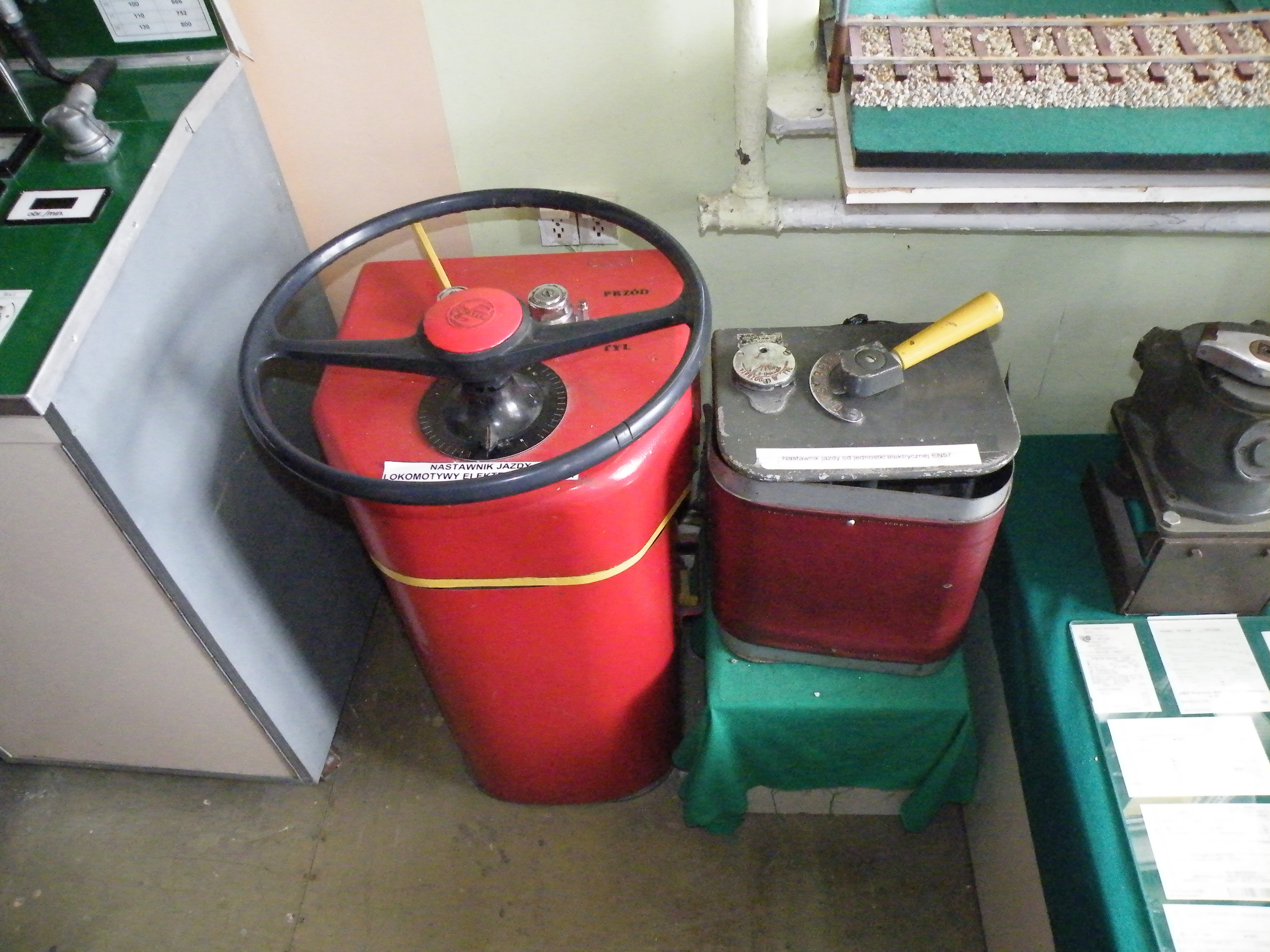
Nastawnik EU07 i EN57
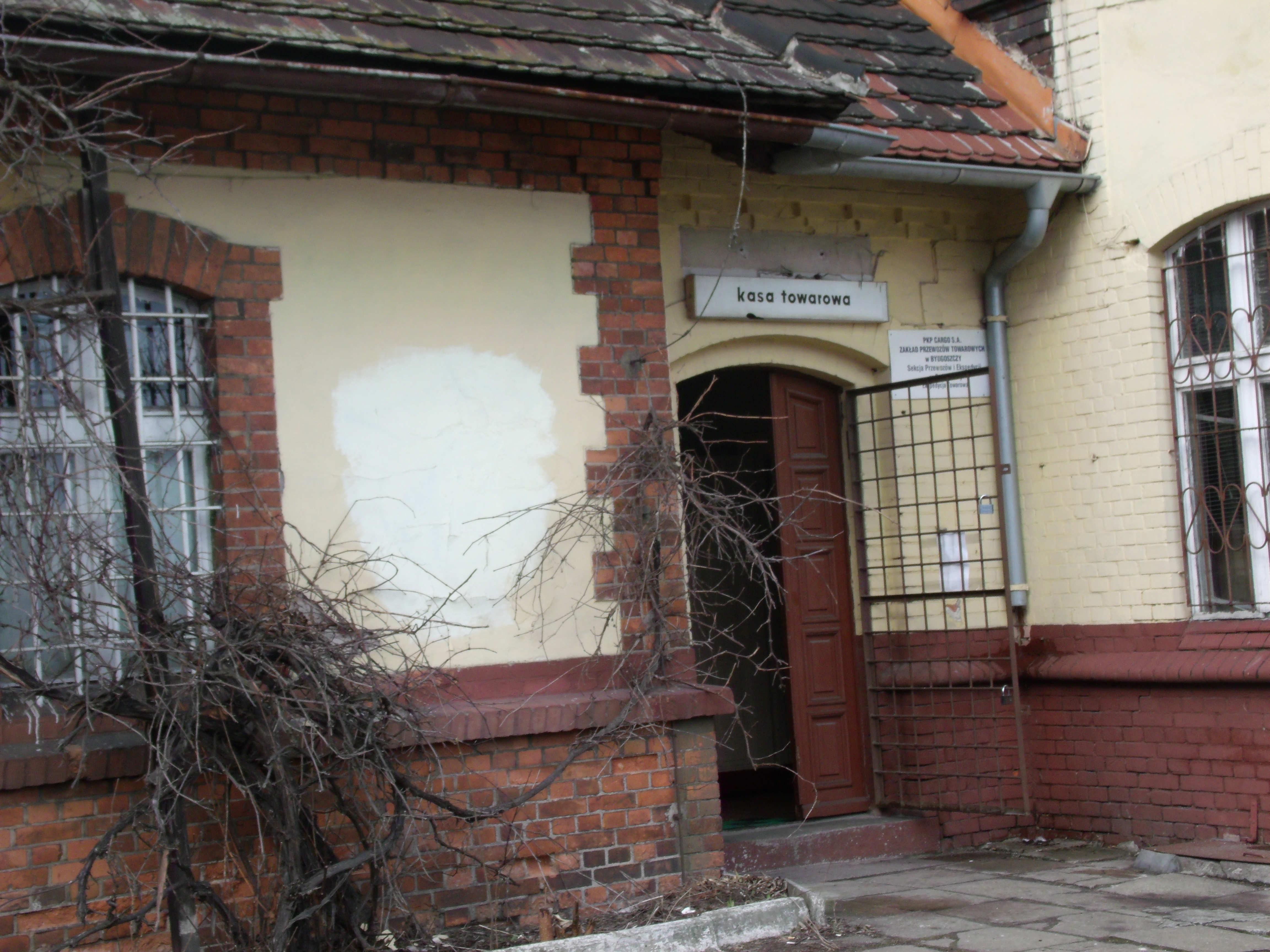
Dawne wejście do Izby Tradycji Bydgoskich Dróg Żelaznych przy Dworcu Wschodnim
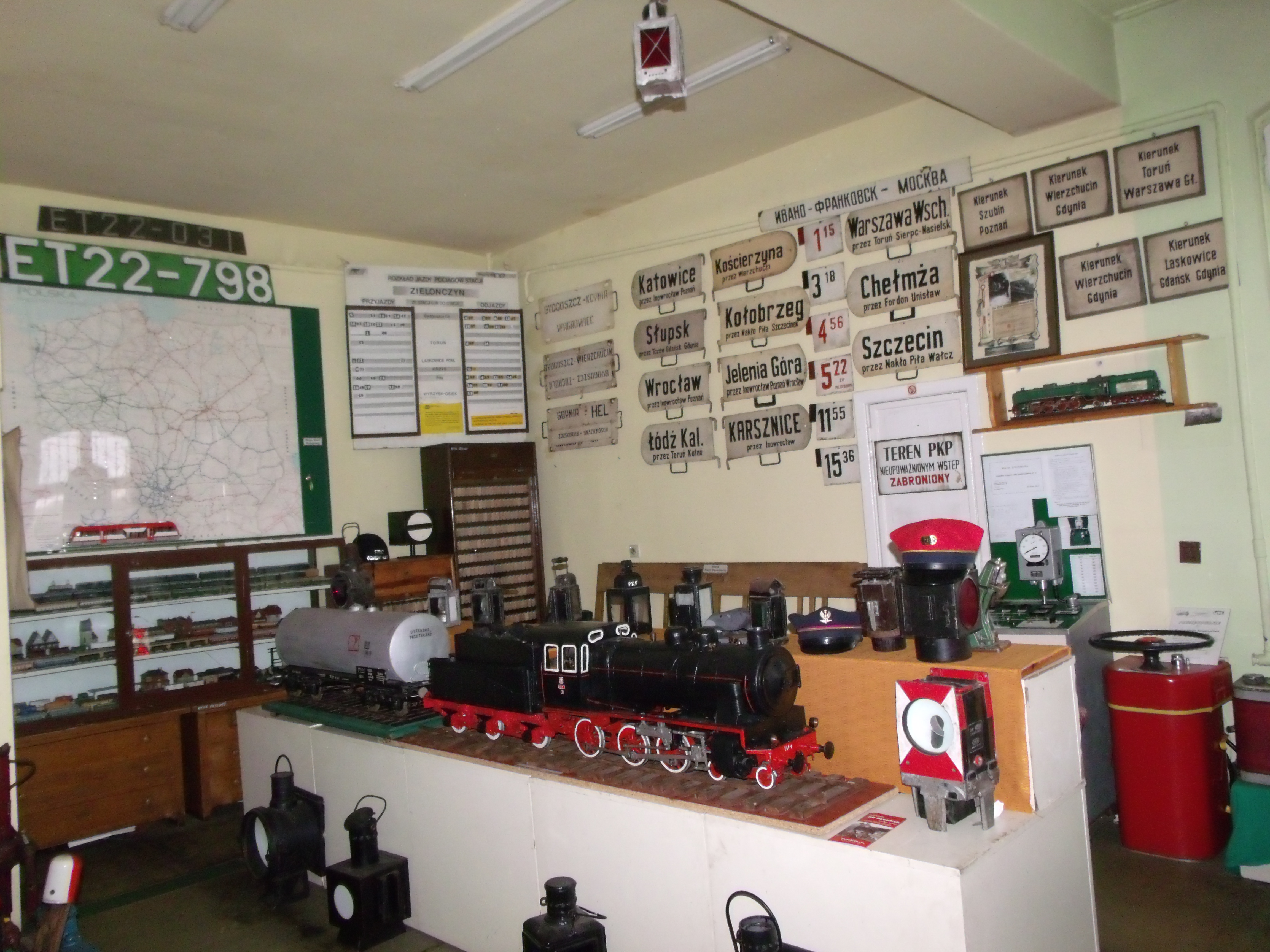
Wnętrze muzeum na Dworcu Wschodnim, 2013 r.
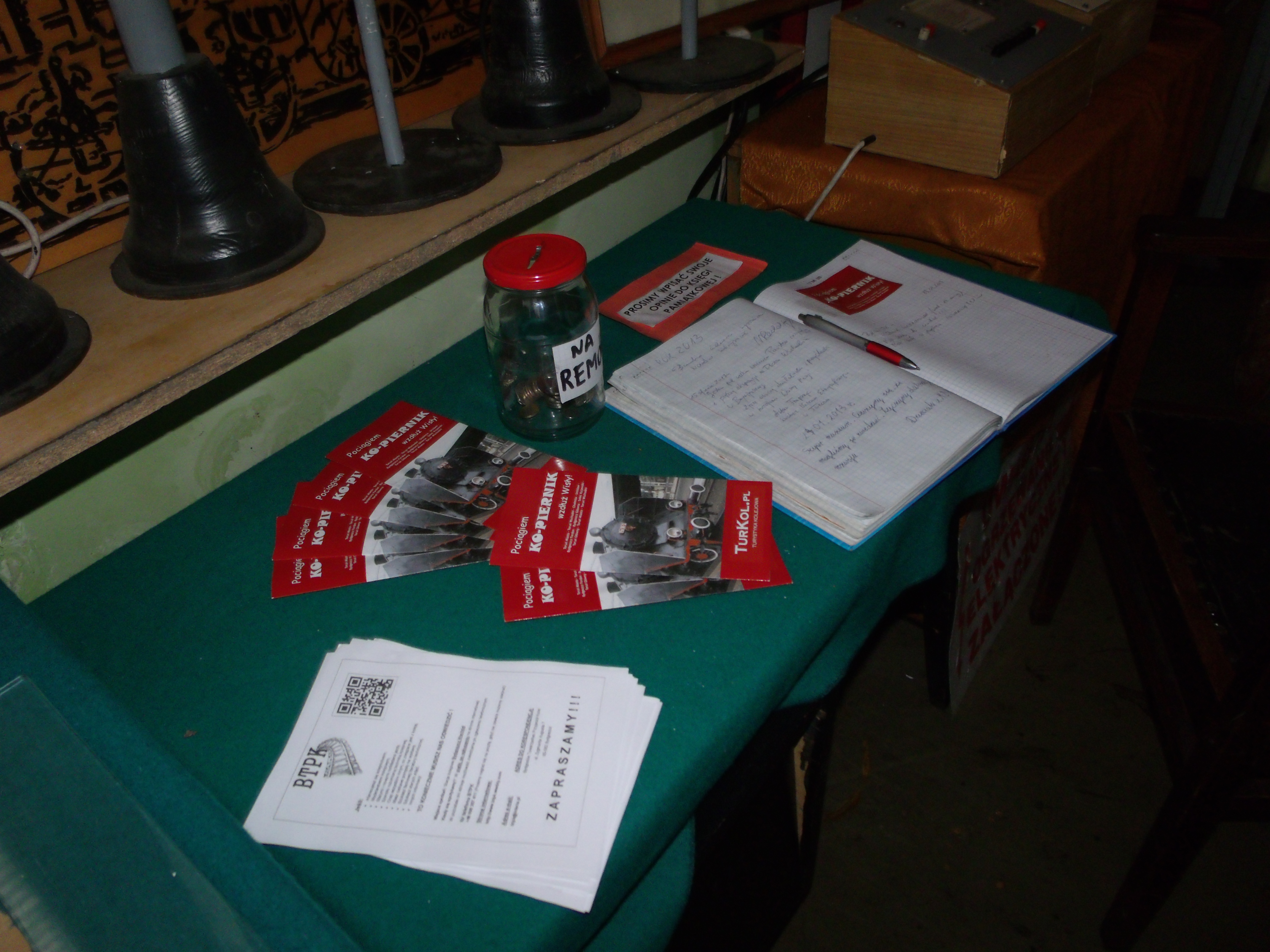
KO-PIERNIK, 2013 r.
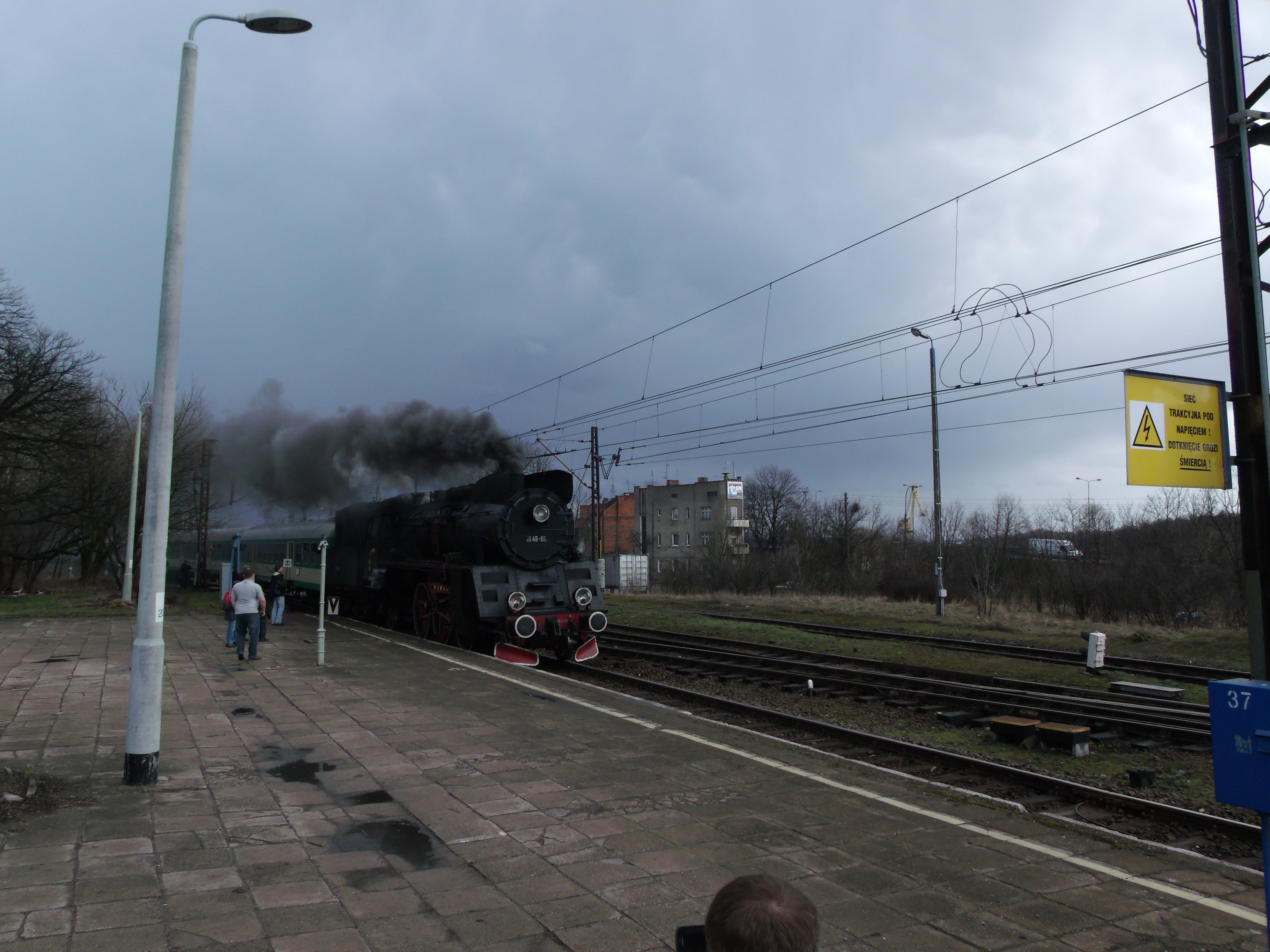
KO-PIERNIK, 2013
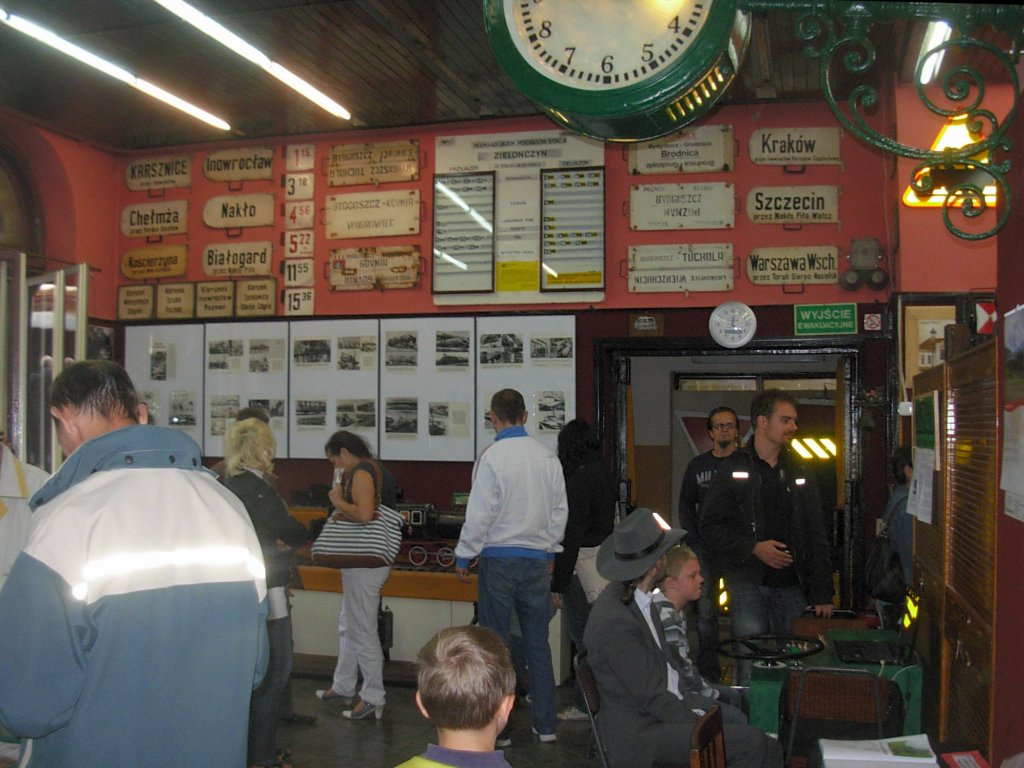
Wnętrze muzeum
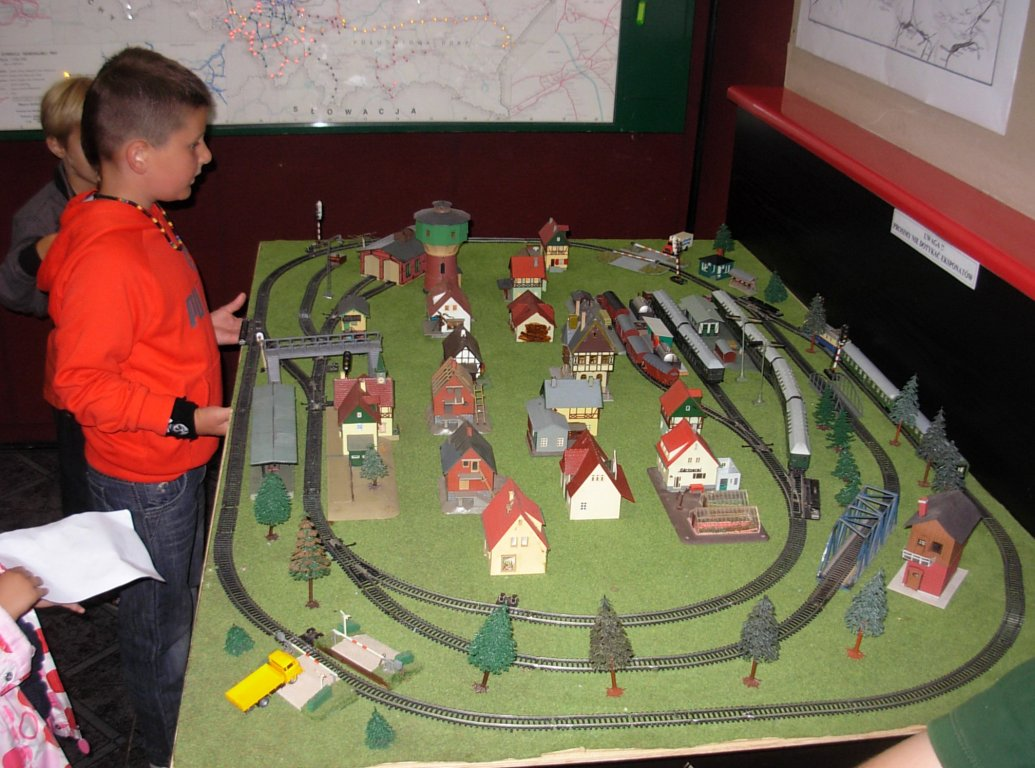
Makieta
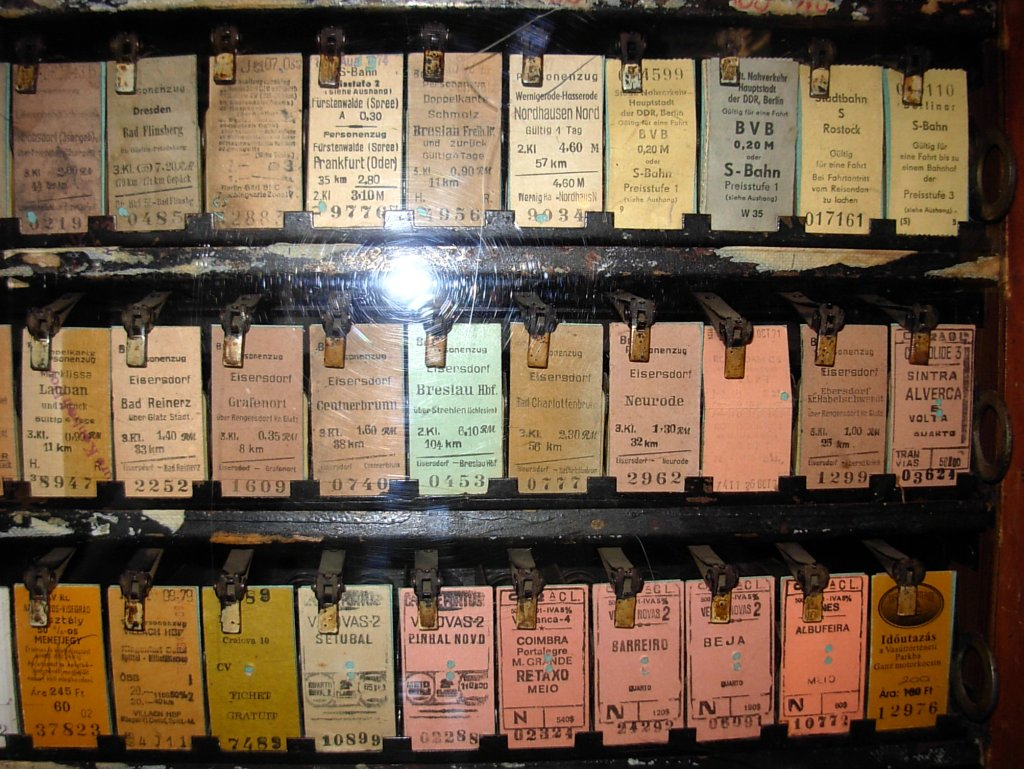
Kolekcja biletów
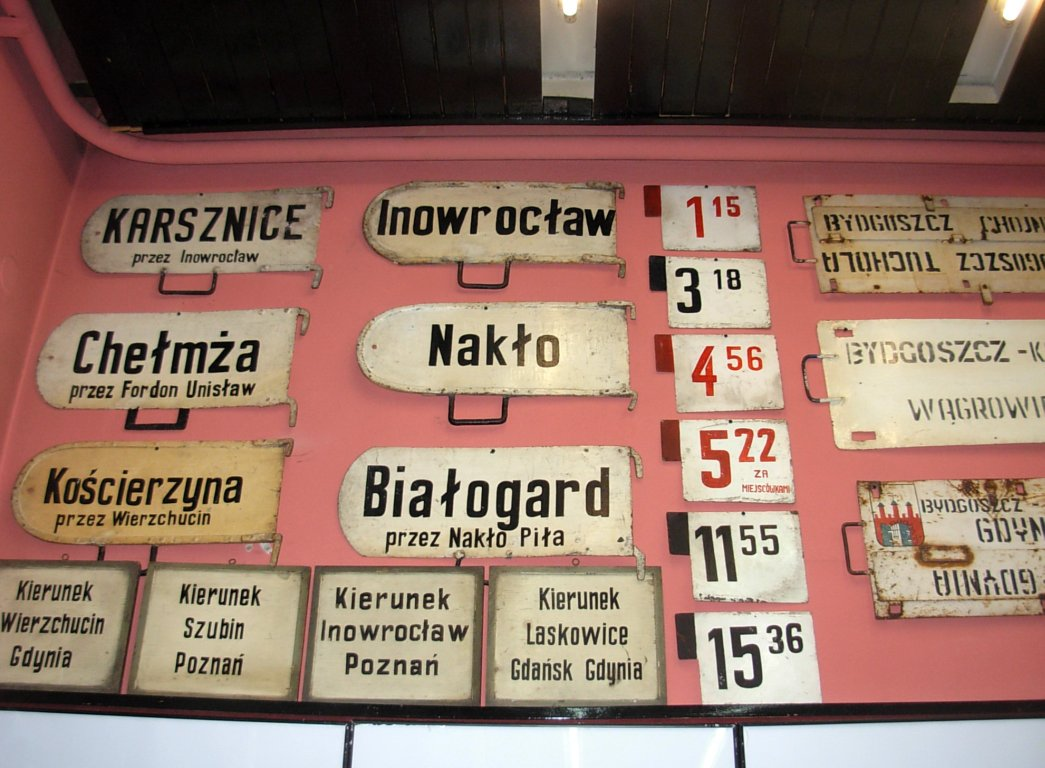
Dawne torowskazy
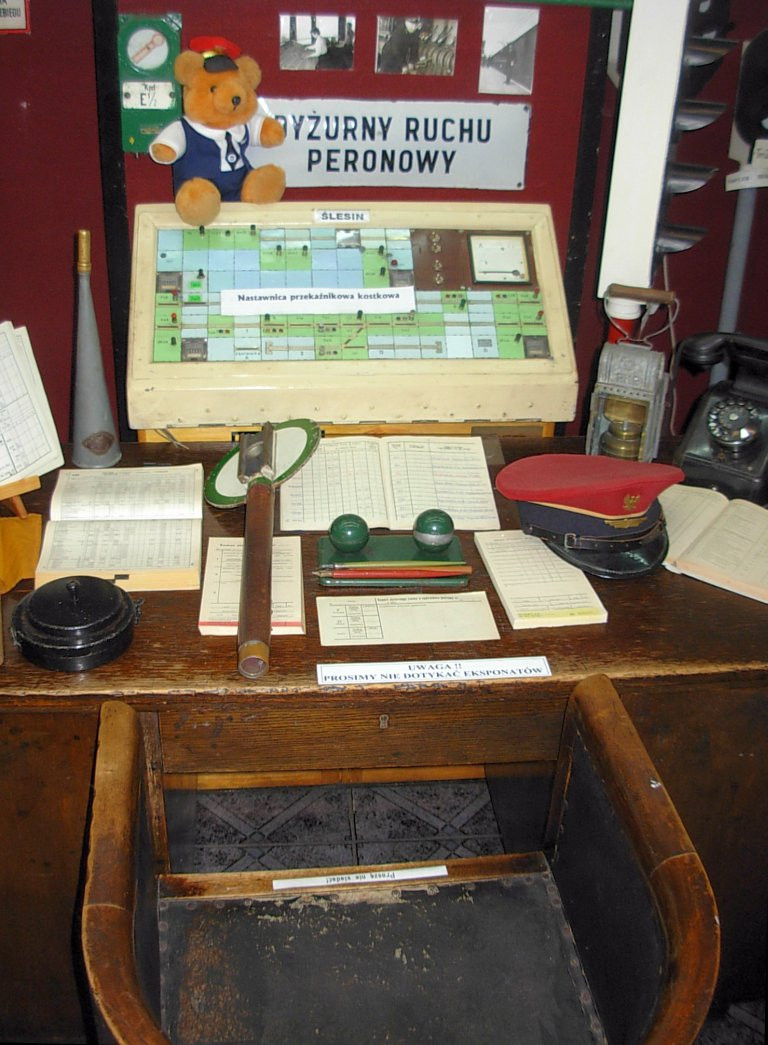
Stanowisko dyżurnego ruchu
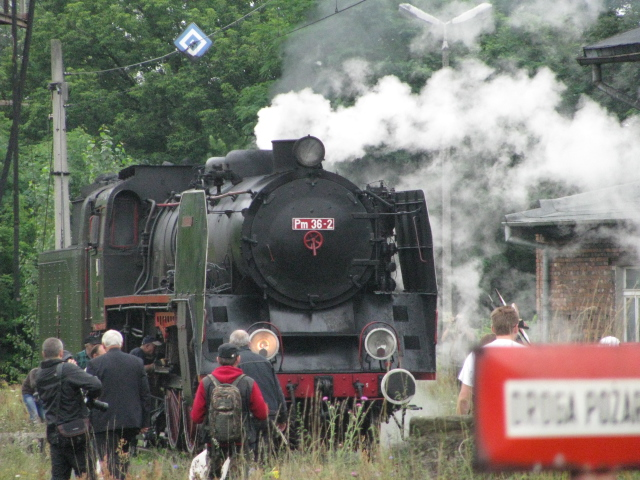
160-lecie kolei w Bydgoszczy, 2011 r.
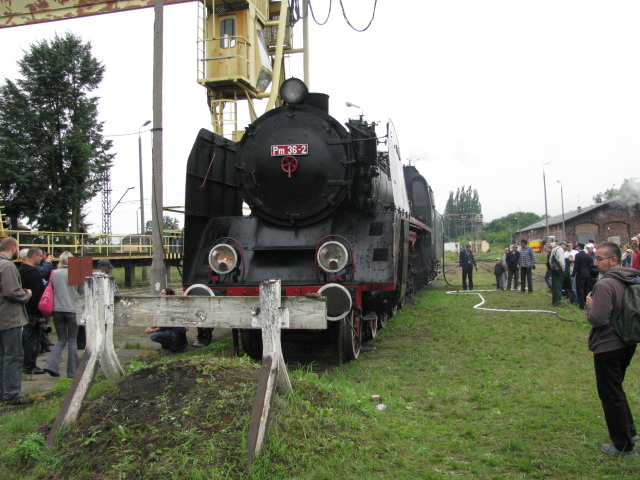
160 lecie kolei w Bydgoszczy, 2011 r.